# Улица Гарифьянова (Казань)
Улица Гарифьянова (тат. Гарифьянов урамы) — улица в Приволжском районе Казани.

## Название
Улица названа в 1971 году в честь Нургаяза Салиховича Гарифьянова (1920—1970) — советского учёного-физика, профессора, специалиста в области парамагнитного резонанса.
Название улицы официально утверждено решением Казанского горисполкома от 11 мая 1971 года № 379.
На доме по адресу ул. Гарифьянова, 2 в мае 2005 года установлена памятная доска с указанием на татарском и русском языках, в честь кого названа улица.

## Расположение

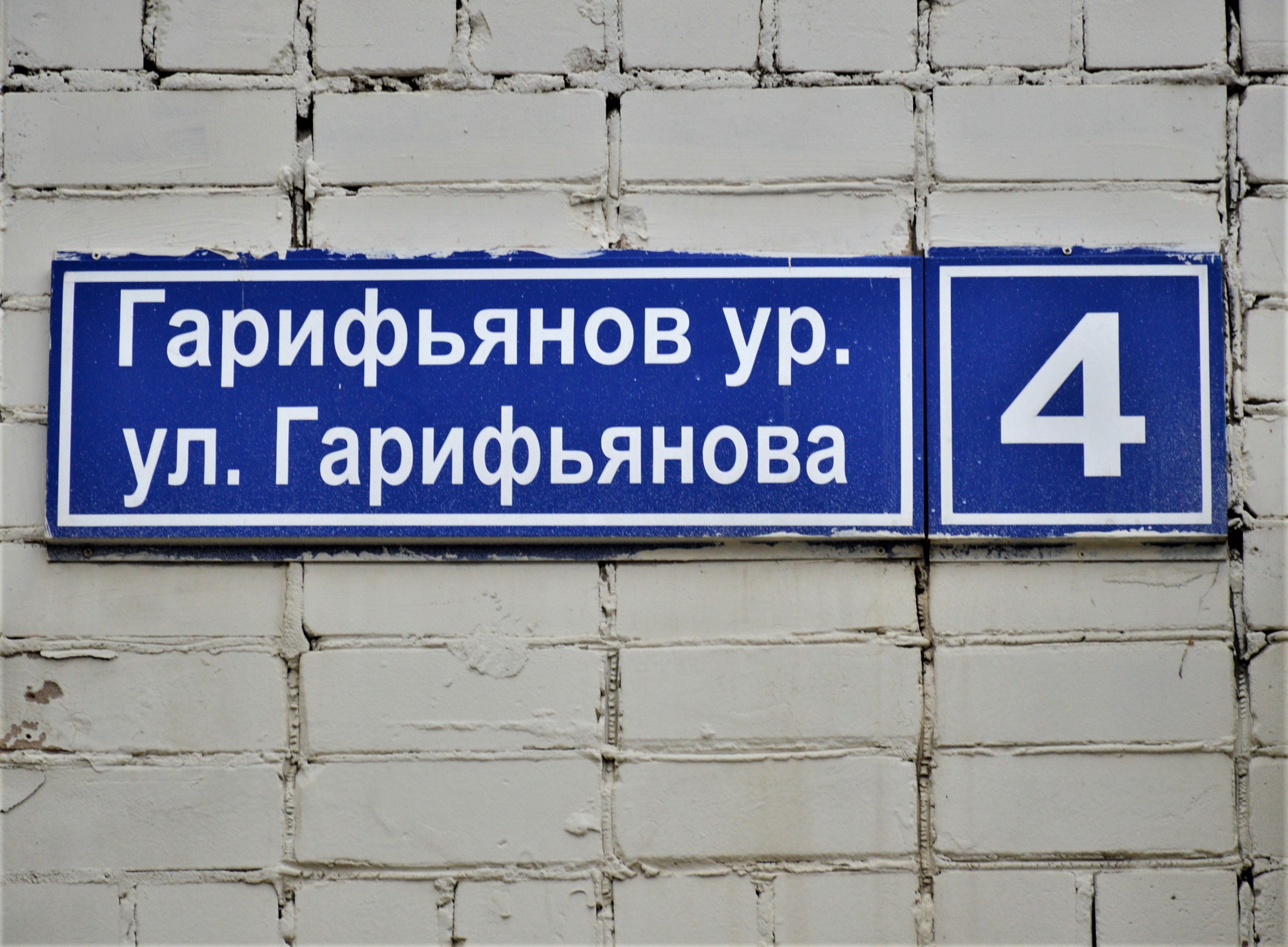
Табличка на доме: ул. Гарифьянова, 4 — пример нормативного написания названия улицы на татарском и русском языках (декабрь 2019)

Улица Гарифьянова находится на территории жилого района Горки, пролегая с запада на восток и соединяя улицу Хусаина Мавлютова с улицей Рихарда Зорге. Фактически она является продолжением улицы Профессора Камая и служит границей между тремя микрорайонами: с северной её стороны находятся детский парк «Калейдоскоп» и 2-й микрорайон, с южной стороны — 4-й и 3-й микрорайоны.
Длина улицы Гарифьянова составляет 1 км.

## История
Улица Гарифьянова состоит из двух почти равных друг другу участков, но сильно отличающихся друг от друга. Восточный участок представляет собой бульвар, образованный благодаря пролегающей по центру улицы бывшей защитной лесополосе; она была сохранена и стала естественной разделительной полосой между двумя проезжими частями. В отличие от восточного, западный участок улицы Гарифьянова имеет более традиционный облик.

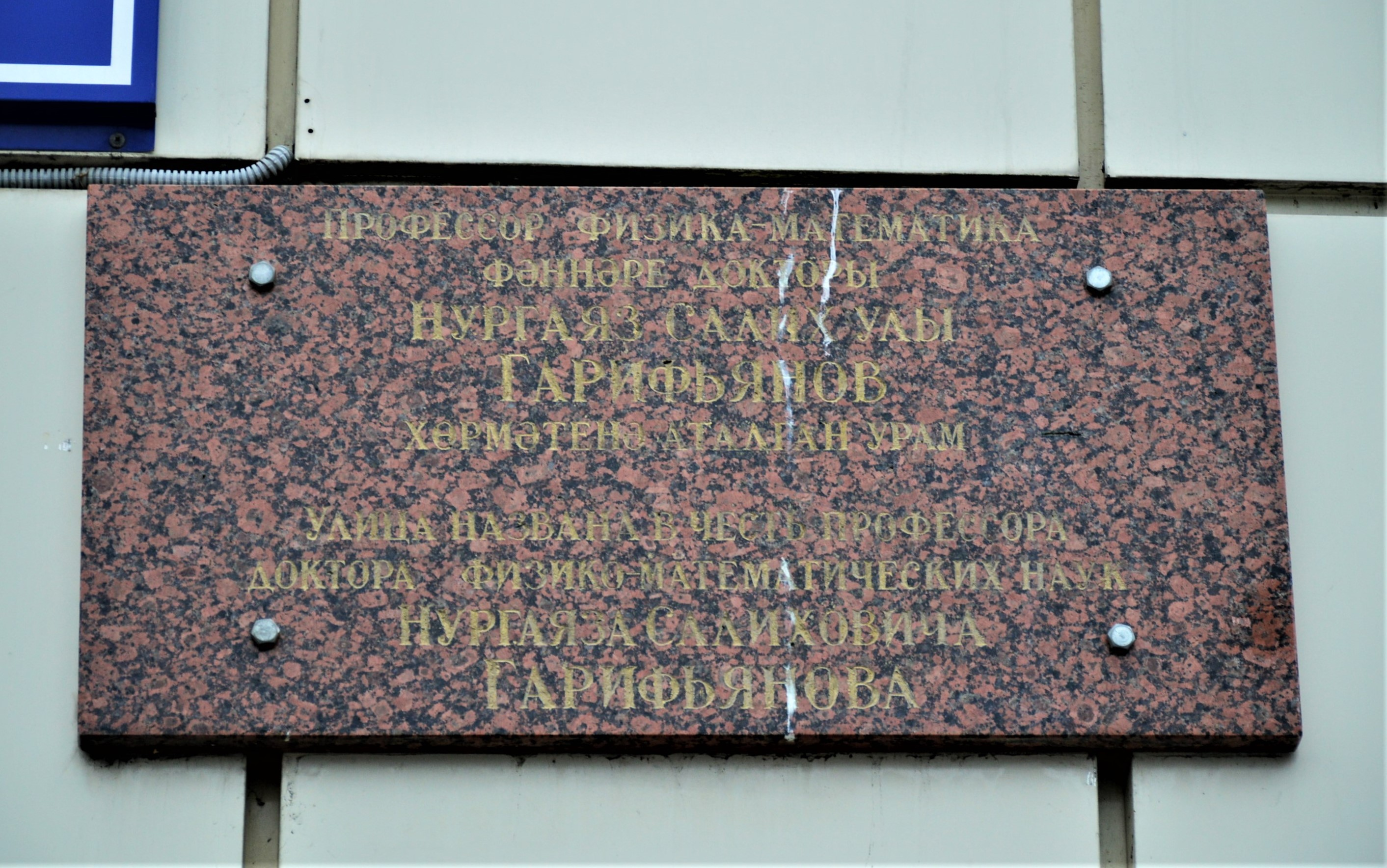
Установленная в мае 2005 года памятная доска с указанием на татарском и русском языках, в честь кого названа улица: ул. Гарифьянова, 2 (декабрь 2019)

Улица Гарифьянова стала застраиваться в первой половине 1970-х годов с восточного участка. Первыми были возведены вдоль этой части улицы с обеих сторон типовые пятиэтажные дома-«хрущёвки». Территории ближе к улице Рихарда Зорге были застроены позже. В частности, в 1980-е годы с южной стороны улицы Гарифьянова, на территории 3-го микрорайона возвели три здания общежитий. В стилобатной части одного из них, выходящих торцом на улицу Гарифьянова, разместили Центральную детскую библиотеку Казани. Рядом, на перекрёстке улиц Гарифьянова и Рихарда Зорге в 1995 году был заложен сквер Славы.
В 1980-х годах началась застройка западного участка улицы Гарифьянова, с южной стороны (4-й микрорайон). Здесь были возведены два десятиэтажных кирпичных дома (в 1986 и 1990 годах), а также трёхэтажное здание профилактория Производственного объединения «Казаньрезинотехника» (ныне — Медицинский центр «Кварт»). В 1993 году вдоль этих домов была проложена проезжая часть улицы Гарифьянова.
С противоположной, северной стороны в 1979 году был заложен детский парк (ныне — «Калейдоскоп»). В 2008—2009 годах, в процессе подготовки Казани к XXVII Всемирной летней Универсиаде 2013 года, на части парковой территории был построен Универсальный спортивный комплекс «Зилант». Летом 2017 года парк был реконструирован, получив своё нынешнее название — «Калейдоскоп», однако его территория к этому времени значительно сократилась.

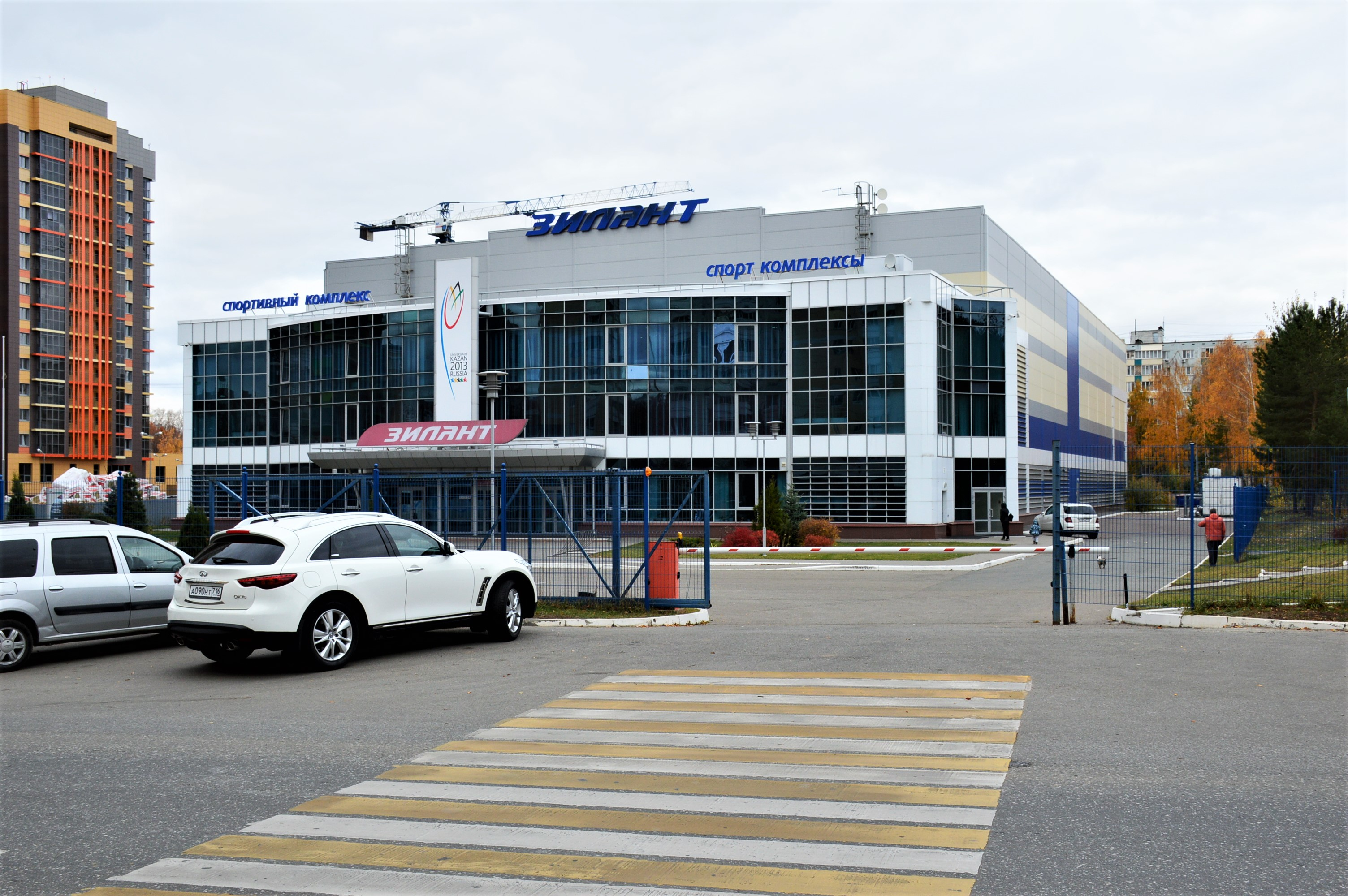
Универсальный спортивный комплекс «Зилант» (крытая ледовая арена): ул. Хусаина Мавлютова, 17В. Вид со стороны улицы Гарифьянова (октябрь 2018)
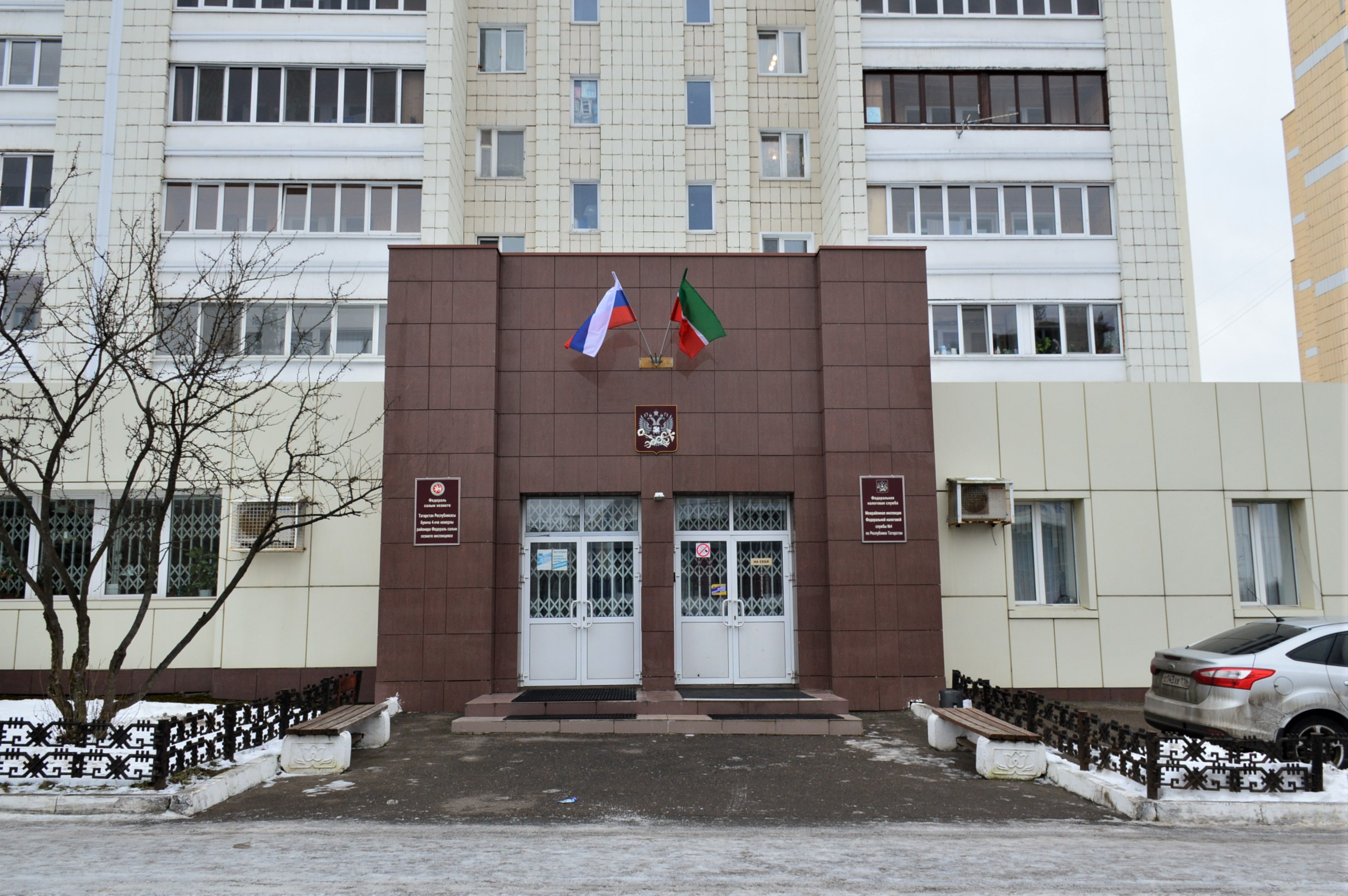
Межрайонная инспекция Федеральной налоговой службы России № 4 по Республике Татарстан: ул. Гарифьянова, 2 (декабрь 2019)
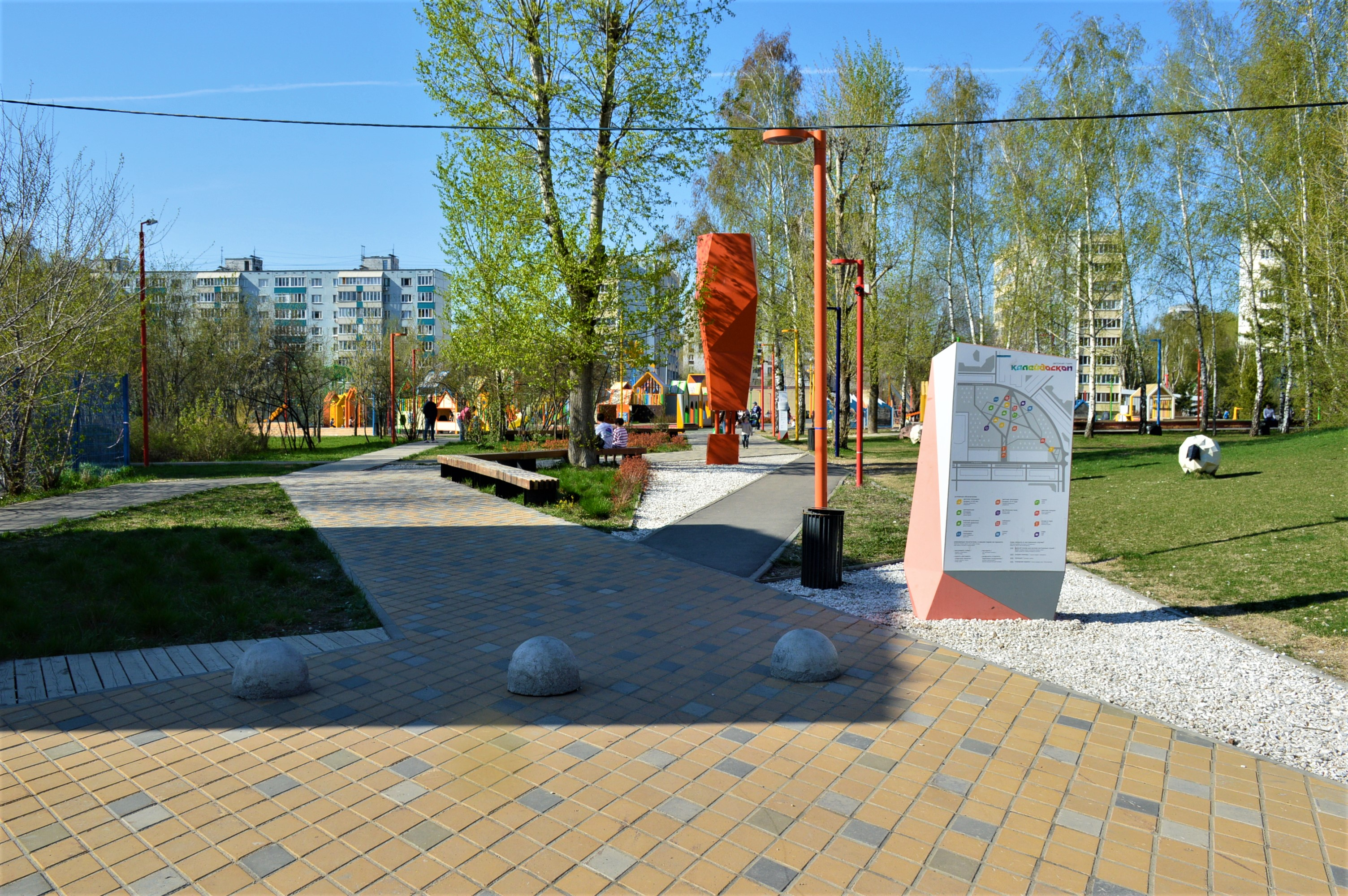
Вход в детский парк «Калейдоскоп» со стороны улицы Гарифьянова (май 2020)
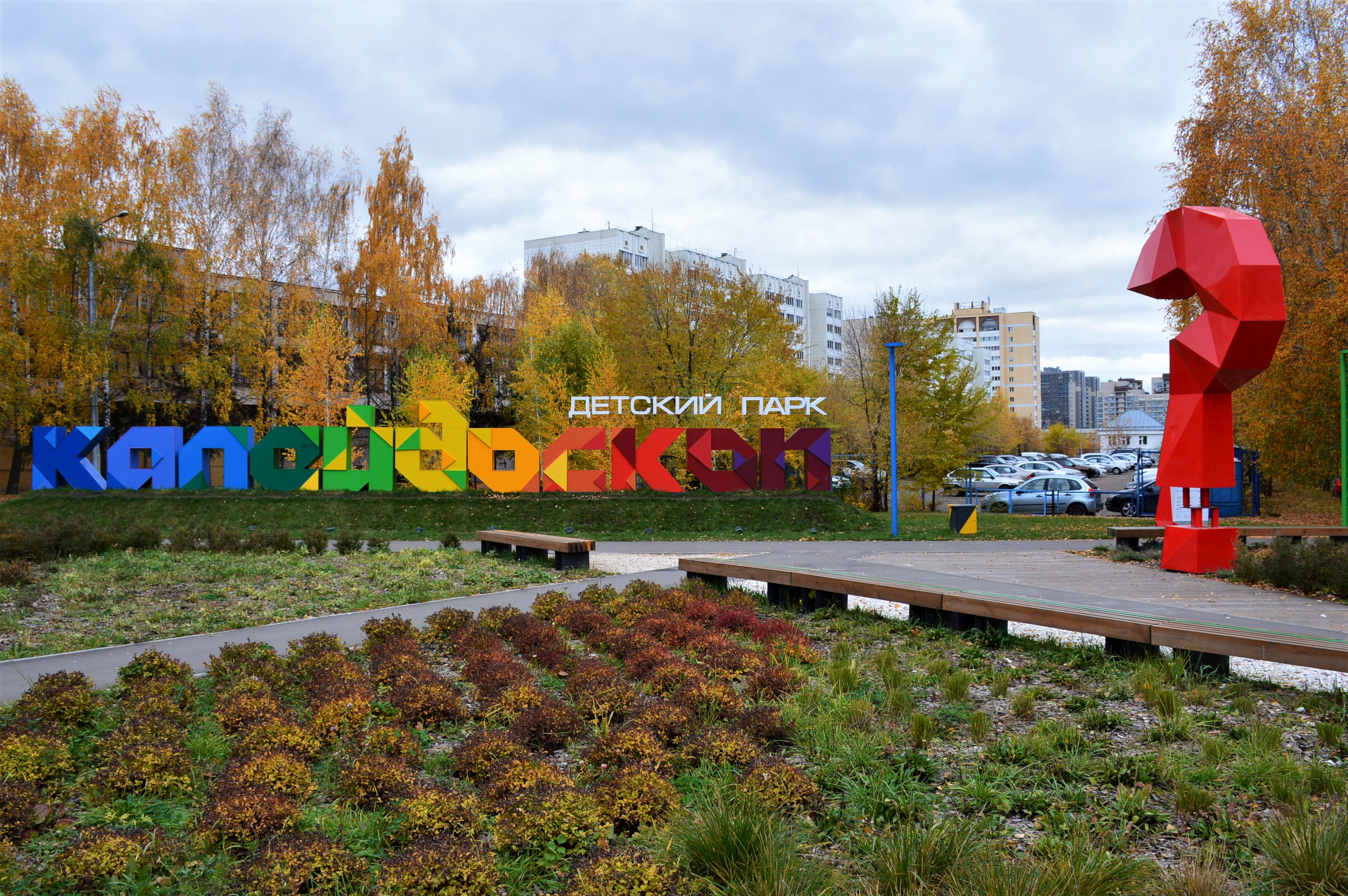
Вход в детский парк «Калейдоскоп» со стороны перекрёстка улиц Гарифьянова и Сыртлановой (октябрь 2018)

## Городской общественный транспорт
Городской общественный транспорт использует только восточный (бульварный) участок улицы Гарифьянова, где ходят автобусы 19 и 68 маршрутов (по состоянию на ноябрь 2018 года).
В 1990—2012 годах по данному участку улицы также ходили троллейбусы.

## Объекты, расположенные на улице
На улице Гарифьянова расположены следующие значимые объекты (перечислены в направлении с запада на восток):
- Универсальный спортивный комплекс «Зилант» (ул. Хусаина Мавлютова, 17В);
- Детский парк «Калейдоскоп»;
- Межрайонная инспекция Федеральной налоговой службы России № 4 по Республике Татарстан (ул. Гарифьянова, 2);
- Гимназия № 52 (ул. Гарифьянова, 7);
- Медицинский центр «Кварт» (ул. Гарифьянова, 12);
- Управление Федеральной службы по надзору в сфере связи, информационных технологий и массовых коммуникаций по Республике Татарстан (ул. Гарифьянова, 28А);
- Детский сад № 194 (ул. Гарифьянова, 30);
- Центральная детская библиотека Централизованной библиотечной системы города Казани (ул. Гарифьянова, 42);
- Сквер Славы.

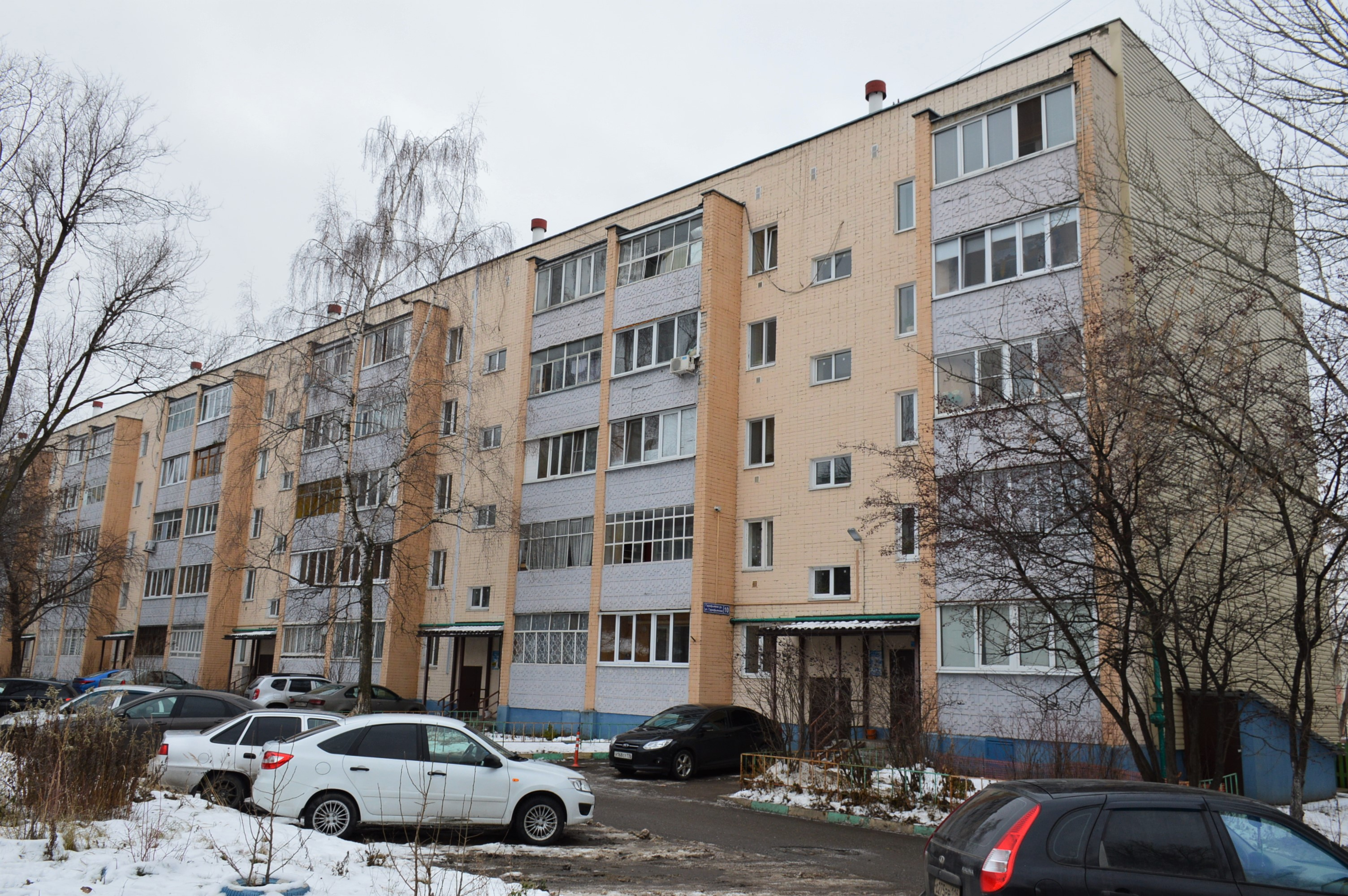
Жилой дом в 4-м микрорайоне Горок: ул. Гарифьянова, 10 (декабрь 2019)
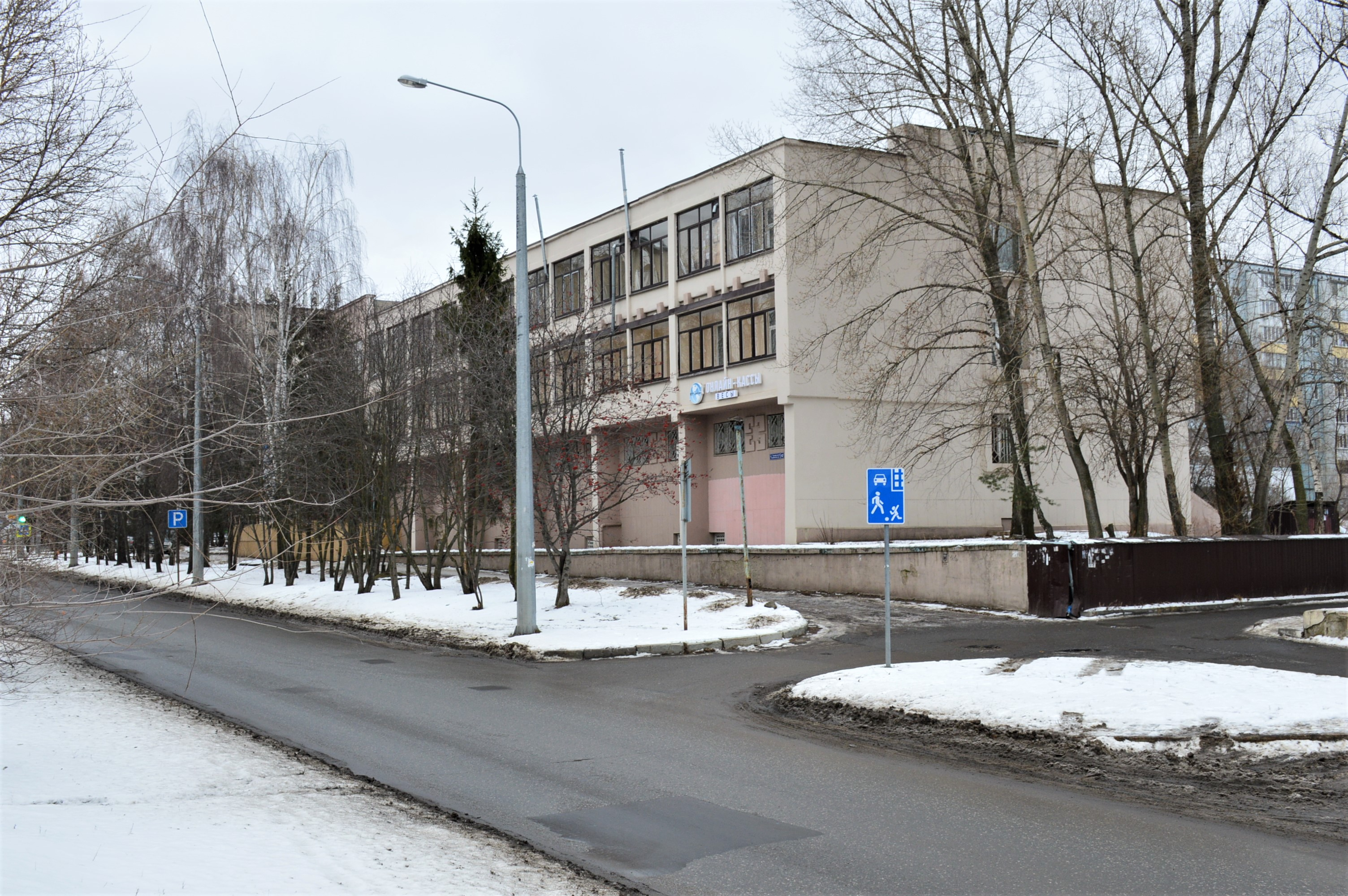
Медицинский центр «Кварт»: ул. Гарифьянова, 12 (декабрь 2019)
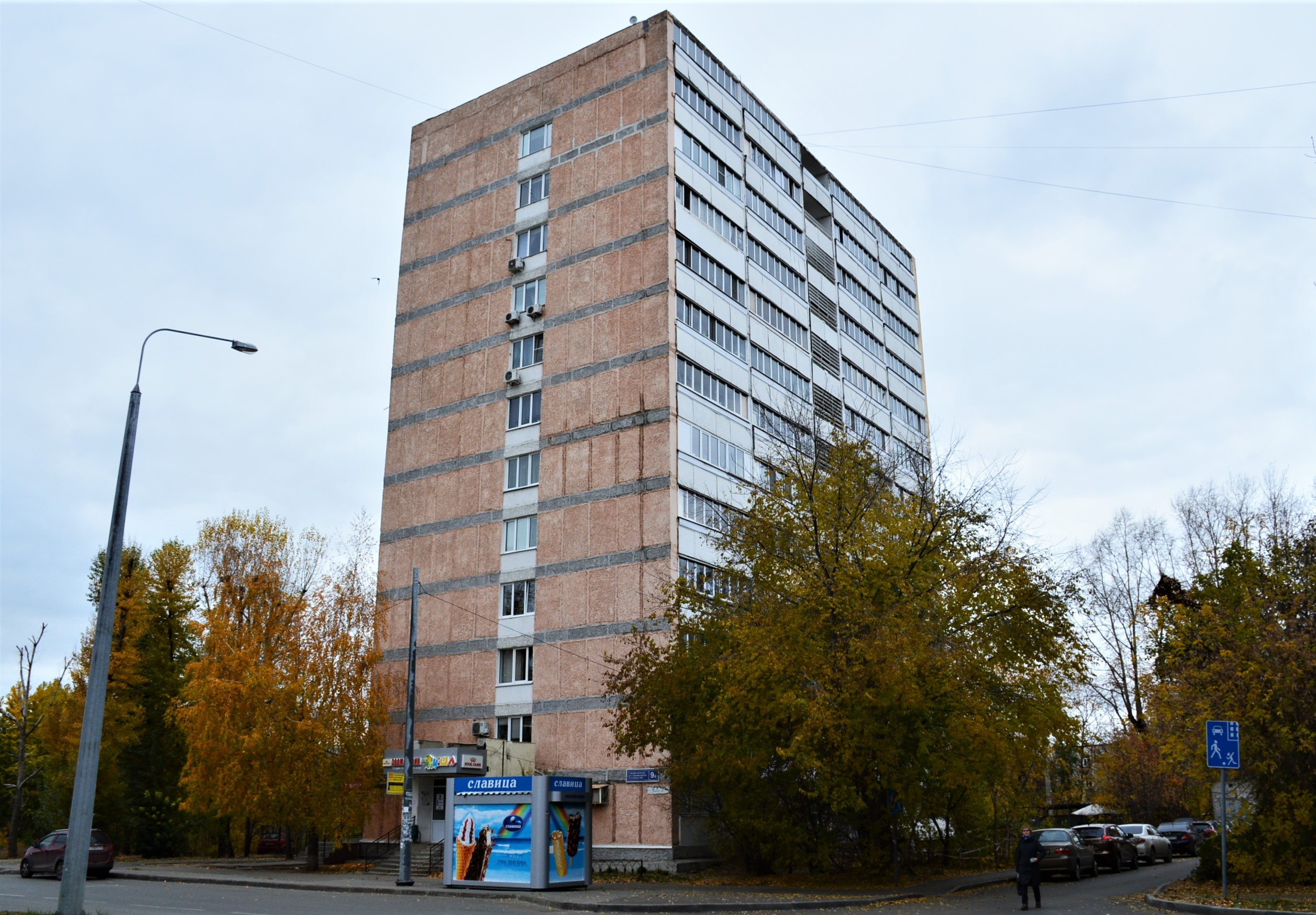
12-этажный дом во 2-м микрорайоне Горок: ул. Гарифьянова, 9А (октябрь 2018)
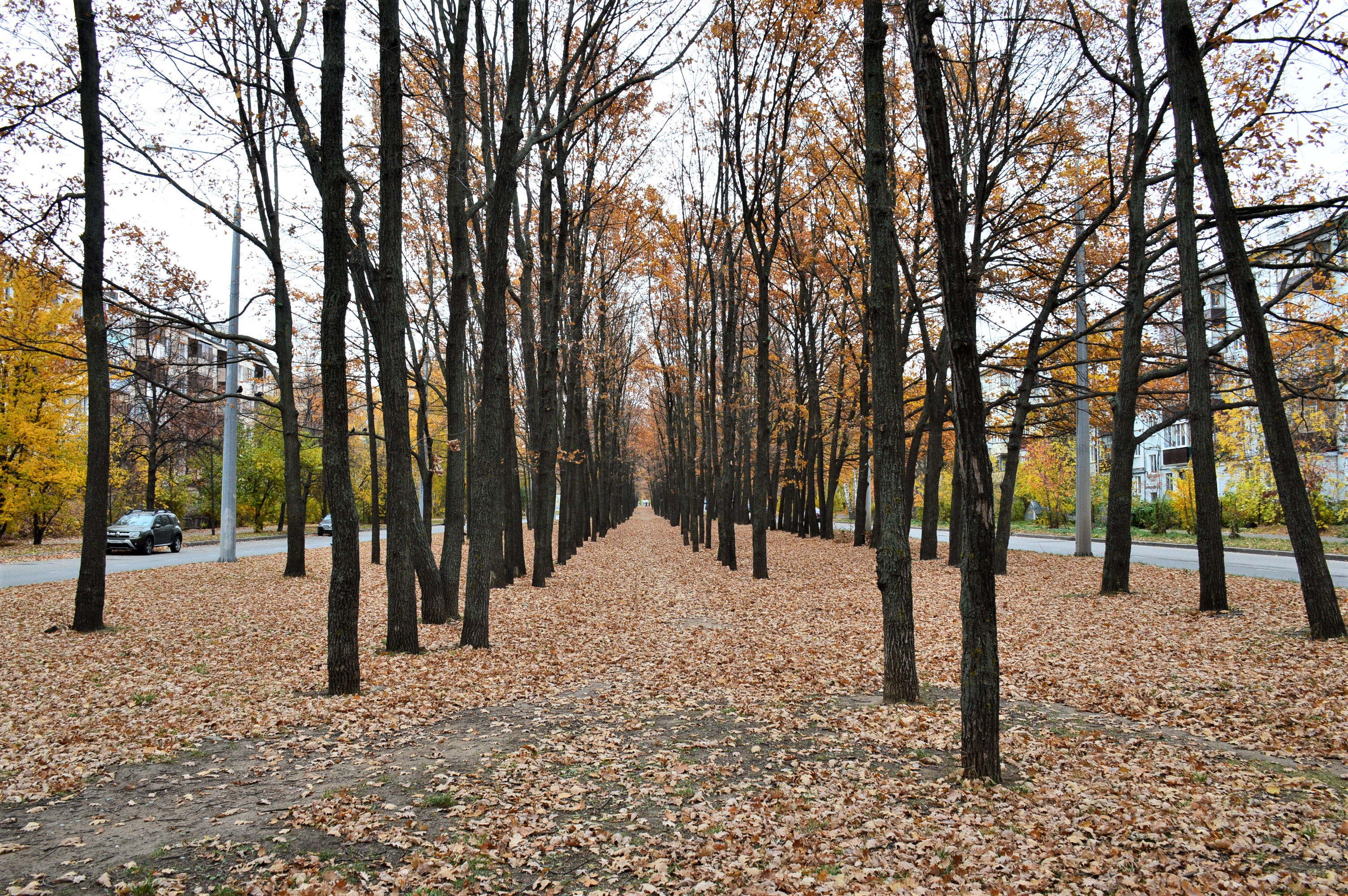
Старая защитная лесополоса на улице Гарифьянова выполняет функцию разделительной полосы между обеими сторонами проезжей части (октябрь 2018)
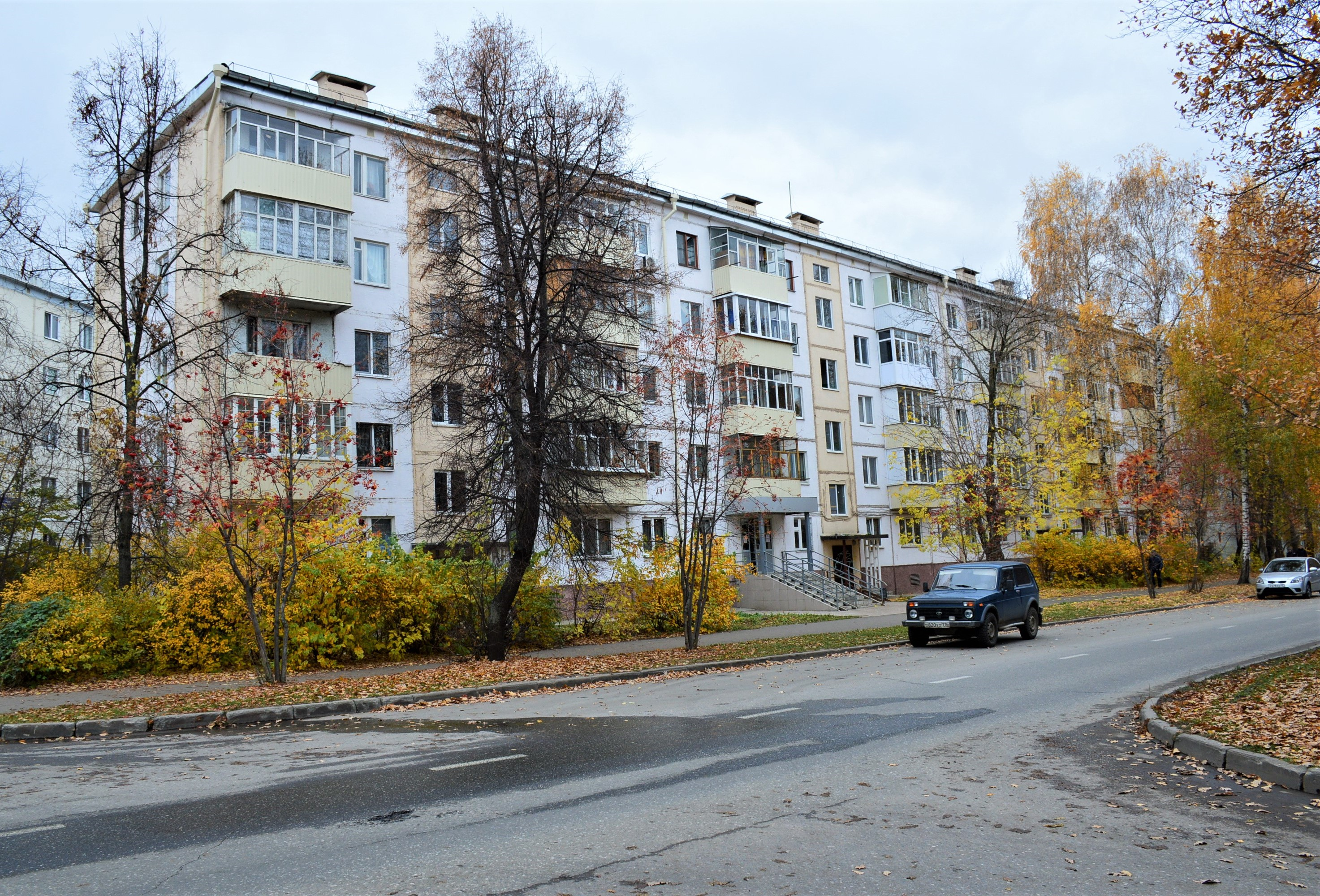
«Хрущёвка» в 3-м микрорайоне Горок: ул. Гарифьянова, 34 (октябрь 2018)